# Phanerodon
Phanerodon is een geslacht van straalvinnige vissen uit de familie van brandingbaarzen (Embiotocidae). Het geslacht is voor het eerst wetenschappelijk beschreven in 1854 door Girard.

## Soorten
- Phanerodon atripes (Jordan & Gilbert, 1880)
- Phanerodon furcatus Girard, 1854